# 만경봉
만경봉(萬景峰)은 평양의 서쪽 12km에 위치한 산이다. 높이는 48m이고, 일대는 만경대로 불리고, 대동강에 접해 있는 경승지이다. 만경봉 기슭의 마을은 만경대로 김일성 생가가 전시되고 있다.
만경봉은 선박의 이름이기도 하다.

## 같이 보기
- 한국의 산
- 만경봉호